# Biotherm
Biotherm es una empresa francesa de cuidado de la piel, propiedad de L'Oréal bajo la división Luxury Products. Biotherm fue adquirida por L'Oréal 1970.
Biotherm se originó a partir de agua mineral. A principios del siglo XX, el médico francés Jos Jullien descubrió aguas termales minerales bajo los Pirineos, en el sur de Francia, que contenían plancton termal, clave para una piel sana y un rejuvenecedor.  
En 1952 adquirió los derechos de propiedad intelectual y los utilizó en productos para el cuidado de la piel. Así, therm de Biotherm procede del plancton térmico. Bio proviene de la profesión del biólogo.

## Historia

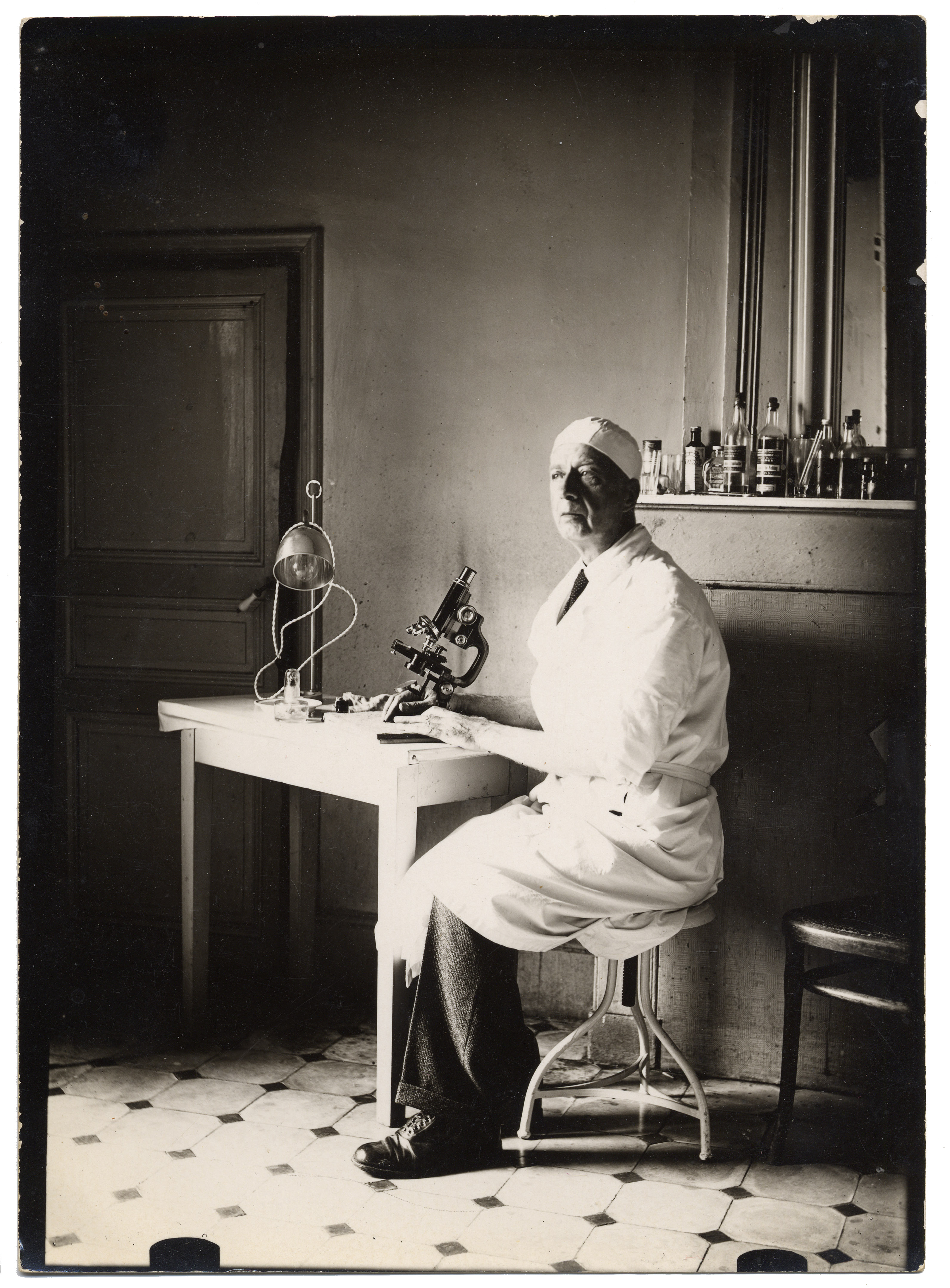
Jos Jullien en su laboratorio, 1940.

En los años 1940 y 1950, Jos Jullien notó la presencia de una sustancia en la superficie de las aguas termales de Molitg-les-Bains. Esta sustancia está compuesta de plancton térmico. 
Con Jeanine Marissal, trabajó sobre las potencialidades de esta sustancia que podría integrarse para crear una fórmula cosmética. Biotherm nació de este trabajo en 1952   bajo la dirección de Adrien Barthélémy, dueño de los manantiales de Molitg-les-Bains. En 1952, Biotherm lanzó tres productos: La Crème Triple-Usage, Biotherm Cure y Biomains. Biomains, una crema hidratante para manos, todavía está en el mercado.  En 1955, tres años después de la creación de Biotherm, The New York Times se fijó en esta marca: "El plancton se utiliza como ayuda y belleza". 
En la década de 1960, la marca desarrolló de soluciones de cuidado de la piel para satisfacer necesidades específicas, incluida su primera crema solar y su primera "crema adelgazante".
En 1968, Biotherm lanza al mercado Bio-Buste Suractive, su primera "crema reafirmante de senos".
Biotherm fue adquirida por L'Oréal en 1970.
En 1982, Florence Arthaud inicia la regata Route du Rhum con su trimarán BIOTHERM II, de por Xavier Joubert. 
En 2006, investigadores de la Universidad de Stanford apoyaron el uso de plancton térmico puro en las fórmulas de los productos de Biotherm. 
En 2012, Biotherm creó Biotherm Water Lover, un programa benéfico para proteger el agua del mundo, en asociación con la organización Mission Blue la bióloga marina Sylvia Earle. 